# Staatsrat (Polen)
Der Staatsrat (poln. Rada Państwa) war 1947 bis 1989 ein leitendes Verfassungsorgan in Polen. 1952 wurde er mit der Ausrufung der Volksrepublik zum kollektiven Staatsoberhaupt erklärt sowie mit zusätzlichen Kompetenzen ausgestattet.

## 1947–1952
Mit der Kleinen Verfassung 1947 wurde der Staatsrat als Teil der Exekutive gebildet. Die Kompetenzen des Staatsrats umfassten: das Initiativrecht, das Zustimmungsrecht für Regierungserlasse sowie die Aufsicht über die Nationalräte (lokale bzw. kommunale Regierungsvertretung).
Neben mehreren Mitgliedern, die ex officio den Sitz im Staatsrat erhielten, bestand er fakultativ aus vom Sejm gewählten Mitgliedern. Die Mitglieder waren insbesondere:
- Präsident der Republik Polen als Vorsitzender des Staatsrats vom Amts wegen
- Sejmmarschall vom Amts wegen
- Vertreter des Sejmmarschalls vom Amts wegen
- Vorsitzender der Obersten Kontrollkammer vom Amts wegen
- Ein bis drei vom Sejm gewählte Mitglieder
- Nur für die Dauer eines Krieges: oberster Befehlshaber, vom Amts wegen

## 1952–1989
Am 22. Juli 1952 wurde die neue Verfassung beschlossen und trat sofort in Kraft. In dem nunmehr in Volksrepublik Polen umbenannten Staat wurde das Amt des Präsidenten abgeschafft und die Kompetenzen des Staatsrats erweitert, wobei die Gewaltenteilung aufgegeben wurde. Sie umfassten nunmehr unter anderem die Ausrufung der Sejmwahl, die Einberufung der Sejmtagungsperioden, das Recht, zwischen den Tagungsperioden Erlasse mit Gesetzeskraft auszusprechen und die Aufsicht über die Nationalräte. Ferner wurde der Staatsrat zur Auslegungsinstanz für Gesetze. Sie wurde mit typischen Merkmalen eines Staatsoberhaupts ausgestattet, wie das Gnadenrecht und das Recht, Orden zu verleihen. In der Praxis fungierte der Vorsitzende des Staatsrats als protokollarisches Staatsoberhaupt, z. B. beim Empfang von Staatsbesuchen.
Der Staatsrat war nach dem Wortlaut der Verfassung dem Sejm unterordnet. Die Mitglieder des Staatsrats wurden sämtlich durch Sejm aus der Gesamtheit der Sejmabgeordneter zum Anfang der vierjährigen Legislaturperiode gewählt und konnten während dieser gewechselt werden. Den Staatsrat bildeten:
- Vorsitzender des Staatsrats
- Vier stellvertretende Vorsitzende des Staatsrats
- Sekretär des Staatsrats
- Neun (bzw. ab 1961 elf)[1] ordentliche Mitglieder des Staatsrats

Somit bestand der Staatsrat zunächst aus 15, später aus 17 Mitgliedern. Es bestand ein Verbot, das Mandat des Sejmmarschalls oder stellvertretenden Sejmmarschalls mit den Ämtern des Staatsratsvorsitzenden oder des Staatsratssekretärs zu verbinden.
Während der stalinistischen Diktatur Bolesław Bieruts 1952 bis 1956 wurde das Erlassrecht des Staatsrats zur nahezu kompletten Ausschaltung des Parlaments missbraucht. Nach 1957 wurde von diesem nur sehr selten Gebrauch gemacht. Der Staatsrat erfüllte in dieser Zeit überwiegend repräsentative Aufgaben. 1981 wurden die Kompetenzen des Staatsrats zur Ausrufung des Kriegsrechts eingesetzt.

## Abschaffung
Mit der Verfassungsänderung am 7. April 1989 wurde der Staatsrat abgeschafft und ein Teil seiner Befugnisse auf das wiedereingeführte Amt des Staatspräsidenten übertragen. Er amtierte nur noch bis zur Wahl und Amtseinführung des Staatspräsidenten.

## Staatsratsvorsitzende
Insgesamt haben sieben Politiker das Amt des Vorsitzenden des Staatsrats bekleidet (inklusive des Staatspräsidenten 1947–1952). Am längsten amtierte Henryk Jabłoński: 1972–1985. Alle Staatsratsvorsitzenden waren Mitglieder der dominierenden sozialistischen Partei PVAP. Bis zur Berufung Wojciech Jaruzelskis 1985 gab es jedoch keine Personeneinheit zwischen dem über die faktische Macht verfügenden Parteichef und dem Staatsratsvorsitzenden.